# Andrachne telephioides
Andrachne telephioides là một loài thực vật có hoa trong họ Diệp hạ châu. Loài này được L. mô tả khoa học đầu tiên năm 1753.